# Tour Mileto
La tour Mileto, est une tour côtière située à Torre Mileto, une frazione de la commune de San Nicandro Garganico, province de Foggia dans les Pouilles,.
Elle se trouve dans le parc national du Gargano, sur la bande côtière entre le lac de Lesina et la lac de Varano.

## Historique
Elle est probablement d'origine aragonaise, référence est faite à la Tour depuis le XIIIe siècle, lorsqu'un mandat de Charles II d'Anjou, royaume de Naples, en date du 22 mars 1284, ordonna au village de San Nicandro Garganico de monter la garde dans les tours maritimes pour surveiller les incursions ennemies continues depuis la mer. Le nom original, encore conservé dans la langue vernaculaire locale, semble avoir été Maletta, certainement en référence à Manfredi Maletta (it), chambellan du royaume de Sicile dans la seconde moitié du XIIIe siècle. Le toponyme sera plus tard corrompu en Miletti et finalement embelli par la veine classiciste du néo-classicisme, il deviendra donc Mileto.

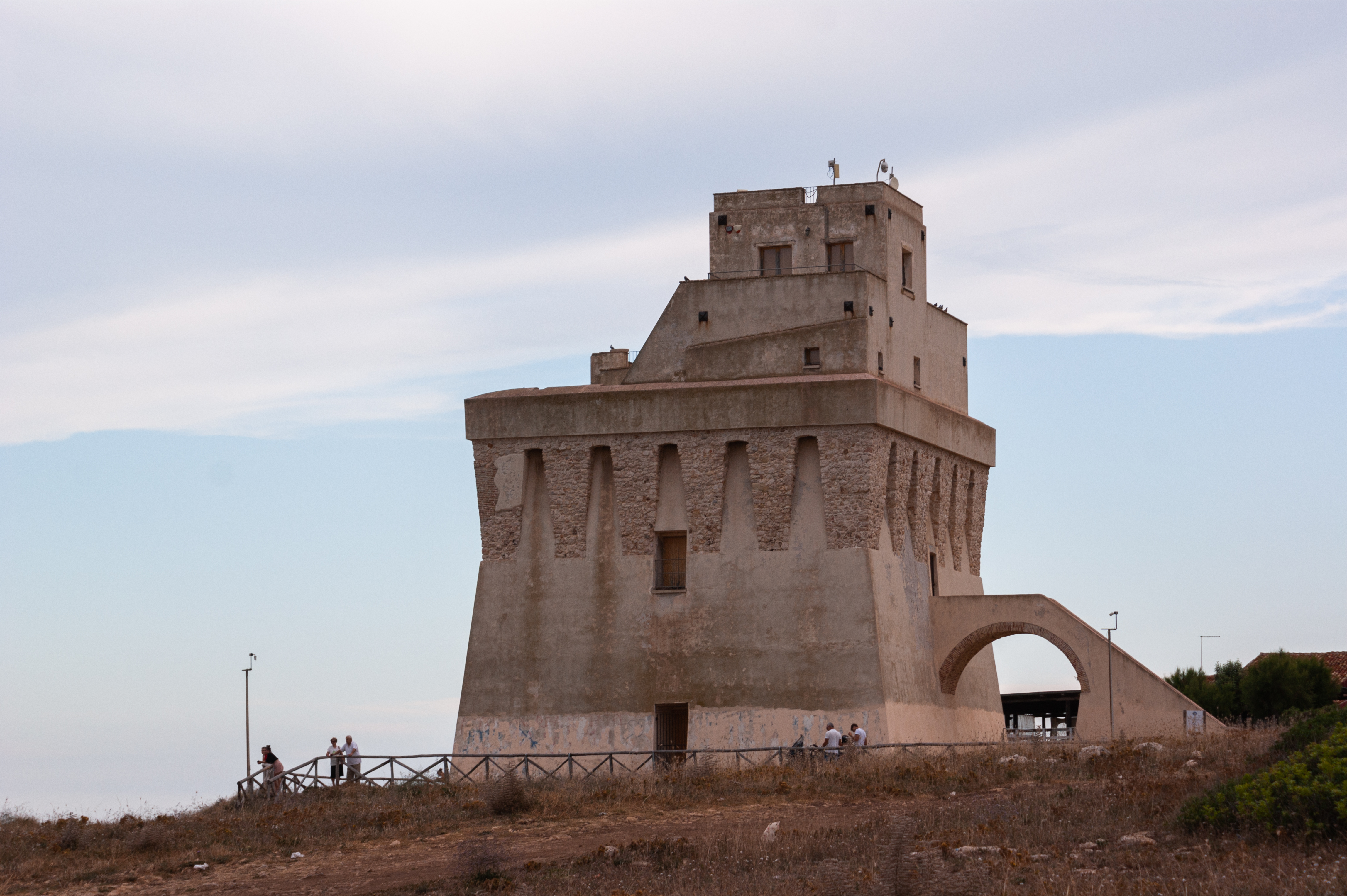
La Torre Mileto.

Sa structure a une base quadrangulaire, dont les côtés sont disposés selon les points cardinaux. Du côté sud se trouve un escalier volant construit plus tard pour accéder plus facilement à ce qui était probablement le seul accès original. La partie supérieure, délimitée par une couronne à cinq mâchicoulis à caractère défensif, abrite la place d'armes, d'où l'on peut voir toutes les autres tours côtières jusqu'à la côte du Molise. À l'époque médiévale, la tour, probablement différente, était l'avant-garde nord d'un hameau du même nom, dans lequel on parle d'un archiprêtre qui dépendait de l'évêque de Manfredonia, détruit par une attaque des pirates sarrasins en 1245. La structure actuelle peut être daté avec certitude du milieu du XVIe siècle, lorsqu'un mandat du vice-roi espagnol Don Pedro de Tolède imposa l'augmentation et le renforcement des garnisons côtières et l'adaptation structurelle des tours déjà existantes. Entre les XVIIe et XVIIIe siècles, la tour était la base permanente d'une petite garnison de soldats, dont le nombre variait en fonction des circonstances historiques : la dernière attaque documentée fut celle des Turcs ottomans en 1649.
Vers la première moitié du XIXe siècle, la tour est devenue une base télégraphique pour les contacts avec les îles Tremiti voisines, avec une station météorologique. période, une nouvelle surélévation structurelle au-dessus de la place d'armes, avec la création de pièces supplémentaires et l'installation d'un brasier pour les communications nocturnes. Vers le milieu du XXe siècle, elle devint une caserne de la Guardia di Finanza, avec une station de radio attenante et un hélicoptère atterrissant au sommet : vers le milieu des années soixante-dix, la tour fut ensuite définitivement abandonnée.
Un projet réalisé grâce aux fonds POR du Parc national du Gargano, a restauré en 2005 son décorum et sa fonctionnalité. Actuellement, la tour appartient à la municipalité de San Nicandro Garganico. La tour est actuellement accessible pendant les périodes estivales, dans l'attente de nouveaux travaux d'entretien.